# Alterosa Esporte
Alterosa Esporte é um programa esportivo de Minas Gerais, apresentado por Leopoldo Siqueira e Isabel Guimarães na TV Alterosa de segunda à sexta-feira, no horário do almoço.
O programa começou a ser exibido em 1997, com a apresentação de Rogério Corrêa (Hoje na TV Globo) com a bancada democrática, formada na época por Carlos Cruz (Atlético), Otávio di Toledo (América) e Neuber Soares (Cruzeiro). Leopoldo Siqueira era o repórter.
Atualmente, a bancada democrática é formada no seu elenco titular por Otávio di Toledo (americano), Fael Lima (atleticano) e Hugão (cruzeirense).
Na ausência desses, participam do elenco Fernanda Cunha, Ronaldo Luís e Arthur di Toledo (americanos); Samuel Aleixo, Ana Paula e Diogo Medeiros (cruzeirenses) e Bira, Trippa e Lu Gatuzza (atleticanos). O programa ainda conta com a participação semanal de Nadine Basttos, analisando a arbitragem da rodada.

## A História
Em 1996, após o encerramento do programa jornalístico Aqui Agora, a equipe do extinto programa (Péricles de Souza, Leopoldo Siqueira, Rogério Corrêa, Andréa Zagury, Regina Campos, Vânia Turce, com a participação de Robson Leite, entre outros) se reuniu e criou dois novos produtos para a TV Alterosa. O primeiro: Alterosa Comunidade, aprovado pela diretoria, mas vetado em seguida por causa das pesadas exigências de produção. O segundo: Alterosa Esporte, teve como proposta inicial a reunião de líderes de torcidas como representantes dos clubes. O piloto foi um sucesso, mas o então diretor, Ricardo Massara, expressou preocupações em relação à abordagem proposta. Num primeiro momento o Alterosa Esporte foi temporariamente suspenso para ser reavaliado. Nesse intervalo, a equipe do extinto "Aqui Agora" foi realocada para outras funções.
Em 1997, o jornalista Rogério Corrêa assumiu a apresentação de um apêndice esportivo dentro do Jornal da Alterosa, cujos resultados positivos levaram ao convite para liderar um novo conceito de programa esportivo na emissora. Assim, surgiu o "Alterosa Esporte", inicialmente sem a presença dos representantes das maiores torcidas de Minas Gerais. A proposta inicial era reviver uma antiga atração da TV Itacolomi, na qual torcedores comentavam os acontecimentos esportivos da rodada. Ao longo do tempo, o programa adquiriu um tom despojado, incorporando a irreverência das ruas, uma característica marcante na cultura esportiva local. Esse conceito diferenciado conferiu ao programa destaque entre os telespectadores. A fim de encontrar profissionais que se alinhassem ao estilo proposto, foram realizados diversos testes com membros da imprensa, principalmente ligados aos Diários Associados, empresa à qual a TV Alterosa está vinculada. O jornalista Antônio Melane e o narrador Jorge Luis foram pioneiros nessas primeiras formações, mas não permanecem. A emissora persistiu na busca por uma equipe ideal, composta por jornalistas e torcedores bem articulados, capazes de representar de forma democrática os anseios do público na televisão. Esse esforço resultou na formação da "Bancada Democrática", marcando o início de uma nova era para o programa.
O jornalista Otávio di Toledo é o jornalista/torcedor mais antigo da equipe, fazendo o papel de representante do América Mineiro desde a estreia da bancada em meados de 1997. O jeito interiorano, matreiro, perspicaz, associado a uma vivência no esporte pelos tempos em que foi atleta, encaixou-se muito bem no contexto da atração. O colega de Diário da Tarde, Neuber Soares firmou-se como representante do Cruzeiro, caracterizando-se por uma maneira peculiar de expressar seus pensamentos. Neuber, repórter policial de origem, consegue conciliar uma visão crítica com a paixão de torcedor, que recomenda o posto. Sua abordagem, repleta de sarcasmo, conquista tanto a antipatia dos atleticanos quanto a simpatia dos cruzeirenses. Postura semelhante a do jornalista Carlos Cruz, que ocupa o posto de atleticano da bancada nos primeiros anos, embora sem a mesma desenvoltura para a irreverência. Foi substituído pelo ex-jogador Dadá Maravilha, em 1998. Dario estava morando de favor nos dormitórios do Mineirinho e sua entrada no programa foi preciosa, tanto para o Ibope do Alterosa Esporte quanto para sua vida particular. Uma das suas contribuições mais marcantes foi a introdução da combinação de informação com bom humor, um dos pilares fundamentais da atração.

## O Sucesso
Os anos seguintes são extremamente positivos para a programação esportiva em Minas. Em 1998, o Cruzeiro chega às finais do Campeonato Brasileiro, seguido, em 1999, pelo Atlético Mineiro. A intensificação da rivalidade entre atleticanos e cruzeirenses conquista cada vez mais espaço na televisão. O "Alterosa Esporte" rapidamente ascende à liderança de audiência, provocando uma mudança estratégica na programação da Rede Globo Minas. A emissora, anteriormente alinhada com a matriz carioca, passa a dar maior destaque ao futebol regional. Toledo emplaca o projeto de um programa regional itinerante, mostrando as belezas do interior de Minas - nasce o Viação Cipó, num momento em que a TV Alterosa amplia sua marca institucional para todo o estado. Em 2000, diante de uma proposta de salário superior, o apresentador Rogério Corrêa deixa o programa, para fazer parte de um ambicioso projeto de canal esportivo: a PSN, com sede nos EUA.
Leopoldo Siqueira, anteriormente repórter, assume o comando do "Alterosa Esporte", mantendo o sucesso junto ao público mineiro. A presença de Adriana Spinelli na reportagem contribui para uma cobertura esportiva bem-humorada e inteligente, marcando a fase áurea do programa, que atinge mais de 20 pontos no Ibope, representando um desafio significativo para a Globo. Em 2001, surge a primeira investida para barrar esse crescimento: Dadá Maravilha deixa a bancada democrática, por conta de uma proposta salarial superior da concorrente, aliada a uma falsa promessa de ser levado para a Copa do Mundo da Alemanha como comentarista. Dudu Schechtel, radialista paranaense radicado em Belo Horizonte, é convocado para substituir Dadá. Vindo da Rede Super, emissora de televisão por assinatura da capital mineira, para se tornar ídolo atleticano na TV aberta. Conhecido do público por criar, em 1995, e comandar o programa Graffite - hoje na rádio 98 FM, o carismático Dudu, sempre muito sincero sobre seus sentimentos em relação ao Galo, cria uma empatia poderosa com o público. Sua espontaneidade não só conquista as "viúvas" de Dadá, como também consegue agradar os adversários. A estratégia da Globo de reforçar o "Globo Esporte" regional com uma bancada de torcedores, emulando o conceito vitorioso da TV Alterosa, não surte o efeito esperado. 
O "Alterosa Esporte" permanece líder, forçando a emissora concorrente a ajustar novamente suas estratégias para a cobertura esportiva em Minas Gerais. O sucesso contínuo do programa evidencia sua consolidação como referência na mídia esportiva regional.

## Movimento nos bastidores
No início de 2004, Neuber Soares, com aspirações políticas, entra em conflito com a direção dos Associados e deixa a bancada. Em seu lugar surge o empresário Marcelo Solmucci, que não é bem recebido pela audiência. O programa investe em Ivan Pinto, neto do radialista e cruzeirense histórico Aldair Pinto, que também não dá certo. No posto azul, estabelece-se o representante comercial e empresário Artur Rodrigues, o Vibrantinho, filho do locutor esportivo Alberto Rodrigues, substituto ocasional desde o tempo de Neuber. Vibrantinho, por não se revelar uma unanimidade entre os torcedores que representa, permanece na bancada por apenas um ano e meio, dando lugar ao ex-jogador de futsal Serginho. No início de 2007, Dudu, que já tem seu programa próprio na TV Alterosa, o Grafitte, e alegando desgaste interno, deixa a bancada. Dá lugar ao ex-jogador e ídolo do Atlético Mineiro, Reinaldo, que não se adapta ao formato do programa, abrindo vaga para o atleticano e falante advogado Frederico Bolivar.
Quando os titulares do programa não podem estar presentes devido a outros compromissos, o "Alterosa Esporte" conta com substitutos eventuais. Bruno Tostes, relações públicas, assume a paixão pelo Atlético em diversas ocasiões. Jair Bala, ídolo máximo da torcida do América Mineiro, é o nem sempre bem humorado americano de plantão. Outro torcedor fervoroso do América, Evandro Mastrogiovanni, também ocupou a posição várias vezes, mas infelizmente faleceu em 2006. Com a ascensão do Ipatinga no futebol regional após duas finais estaduais, uma bancada eventual tem Rodrigo Lima como representante do time do Vale do Aço. Outros torcedores do interior de Minas também já marcam presença, mas Rodrigo é o mais frequente.

## Os desgastes
Após anos de sucesso, a TV Alterosa passa a sofrer diversos desgastes. O crescimento da Rede Record em todo o país interfere diretamente nos resultados do SBT, atingindo em cheio sua afiliada em Minas. Atuando no mesmo seguimento popular e contando com o caixa da Igreja Universal do Reino de Deus, a TV Record Minas assedia profissionais da Alterosa a partir de 2006. Os repórteres Patrícia Costa e Carlos Viana, além do apresentador André Vasconcellos, acabam mudando de emissora. A má fase do canal de Silvio Santos reflete nos índices de audiência regionais. As duas empresas chegam a cogitar uma mudança de bandeira, com a Alterosa recebendo uma proposta alta para retransmitir o sinal da Record em Minas. A negociação não vai adiante, mas os gestores da rede evangélica permanecem causando grande estrago no mercado. Inflacionam os direitos de transmissão dos principais campeonatos regionais de futebol, numa tentativa de se estabelecer como referência esportiva. Em Minas, são contratados Dadá e Neuber para o projeto, que fracassa.
Enquanto isso, no Alterosa Esporte, fragilizado pelo fraco desempenho do SBT, uma crise extra se dá nos bastidores: em 2008, os representantes do Atlético e Cruzeiro, Bolivar e Serginho, se envolvem em uma discussão em pleno estádio do Mineirão durante a transmissão de um clássico pela internet - algo que destoa do espírito bem-humorado e pacífico sempre associado ao programa. Os dois acabam afastados pela direção. Durante pouco mais de um mês, o programa abandona o formato da "Bancada Democrática", contando com a participação de ex-jogadores como Evaldo, Paulo Roberto Prestes e também de jornalistas dos Diários Associados.

## Época atual
No final de maio de 2008, atendendo a pedidos do público, volta a "Bancada Democrática", permanecendo Otávio di Toledo como representante do América, Dudu como representante do Atlético e o músico Ronald Bauxita, da banda Código B, como torcedor do Cruzeiro. A direção aposta que Bauxita e Dudu, amigos de longa data, trarão de volta um espírito de paz. Os problemas, no entanto, não cessam. Menos de um ano depois, Bauxita, após um novo incidente na internet (que pesou ainda mais sobre uma avaliação negativa dos dirigentes da emissora sobre ele), deixa o programa. Dudu, após o fim de seu programa próprio de TV, alegando novo desgaste, pede demissão.
Desde maio de 2009, a TV Alterosa tenta reparar a imagem do programa após tantos problemas de bastidores, buscando resgatar o espírito irreverente do Alterosa Esporte, grande responsável pelo seu sucesso junto aos telespectadores em MG. Para isso, traz de volta Dadá Maravilha (com Frederico Bolivar fazendo suas folgas) e Vibrantinho (com Neuber Soares cobrindo suas ausências), mantendo Otavio di Toledo (com seu substituto Jair Bala) e o apresentador/editor responsável Leopoldo Siqueira como equipe fixa.
Em 2011, com Ricardo Carlini na gerência de jornalismo e Rodrigo Scoralick na gerência de programação, o programa ganha ainda reforços na produção com o coordenador Robson Leite, além de Fernanda Pádua, Hélcio Mendes e Pascoal Monteiro (2013). Na externa, conta com a experiência de Péricles de Souza, veterano na cobertura esportiva; Samuel Venâncio, que atua como repórter, Isabel Guimarães, Sonia Mineiro, os repórteres cinematográficos Vanderci Orozimbo, Amir Martins e José Geraldo da Silva, além de eventuais colaboradores. O programa volta a atender a vocação do bom humor associado à informação esportiva de qualidade. Retoma o caminho de campeão de audiência da emissora em Minas.
Em 2013, após um desacordo trabalhista com a direção, Neuber Soares deixa de fazer parte da Bancada. Dudu chegou a voltar ao programa, mas preferiu ser convidado eventual. Alguns humoristas mineiros marcaram presença na temporada: Thiago Comédia (no papel de Dona Segundona desde 2012), Cristiano Junqueira (o CJ da 98FM) e Totonho (da dupla com Caju, colaboradores do AE desde a Copa de 2008 e que depois tiveram programa próprio na emissora), dentre outros.
Fechando o ano, o programa montou uma força-tarefa para a cobertura em tempo real da Mundial de Clubes da FIFA, enviando Dadá, Bolivar, Samuel Venâncio, Leopoldo e quadro técnico para Marrakech, no Marrocos. Apesar do insucesso atleticano na competição, os números do Ibope foram extremamente positivos. Com o Atlético campeão da Libertadores e o Cruzeiro campeão Brasileiro, atração encerra o ano de 2013 ainda como a mais popular da TV Alterosa.
Em 2020, a TV Alterosa vendeu sua antiga sede no bairro da Floresta, com isso, mudou seus estúdios para o 7.º andar do prédio do jornal Estado de Minas, no bairro Funcionários. Com a mudança, o Alterosa Esporte e os demais programas ganharam novos cenários e foram completamente repaginados a partir de 6 de julho.

## Quadros do programa
- Troféu Telê Santana
- Gol da rodada
- Banco do AE
- Vestiário do AE
- É isso AE
- Mancada
- Olimpíadas[4]

## Quadros antigos
- Caça Talentos (2009/2010)
- Casca Grossa (que ganharia formato próprio em 2009)
- Torcedor do Futuro
- Gol de ouro
- Marcação Cerrada
- Bolsa de craques
- Gol Contra
- Boca do Povo
- Invadindo a Área
- Abre o Jogo
- Desafio da Bancada (não fixo)